# Igor Rudolfowitsch Plewe
Igor Rudolfowitsch Plewe (russisch Игорь Рудольфович Плеве; * 14. Juni 1958 in Prokopjewsk, UdSSR) ist ein sowjetischer bzw. russischer Historiker, der sich auf die deutsche Minderheit der ehemaligen Sowjetunion spezialisiert hat.

## Leben
Von 1975 bis 1980 studierte Plewe, Sohn deportierter wolgadeutscher Eltern, Geschichte an der Staatlichen Universität Saratow. Anschließend arbeitete er als Lehrer für Geschichte und Gesellschaftswissenschaften im Saratower Gebiet. Als jüngster Wissenschaftsmitarbeiter war er ab Mai 1983 im archäologischen Forschungslaboratorium der Saratower Universität tätig. Im Jahr 1986 wurde Plewe Assistent für Geschichte der Sowjetunion, 1987 Dozent derselben Abteilung. Dem folgte eine Stelle als stellvertretender Dekan an der Geschichtsfakultät seiner Saratower Universität von 1988 bis 1993. Zwei Jahre später wechselte er auf das Sozioökonomische Institut von Saratow (russ. Саратовский социально-экономический институт), wo er seinen Doktor erlangte. Im Jahre 1998 verteidigte er ihn mit der Doktorarbeit Wolgadeutsche Kolonien in der zweiten Hälfte des XVIII. Jahrhunderts (russ. Немецкие колонии на Волге во второй половине XVIII в.). Seit März 1999 war Igor Plewe anerkannter Doktor in Geschichtswissenschaften, seit März 2000 schließlich Professor. Von 2005 bis 2008 arbeitete er im Bildungsministerium des Saratower Gebiets. Aktuell ist Plewe als Rektor an der Saratower Universität beschäftigt.
Von 1995 bis 2005 war er Vorsitzender sowie anschließend stellvertretender Vorsitzender der Internationalen Assoziation zur Erforschung der Geschichte und Kultur der Russlanddeutschen (russ. Международная ассоциация исследователей истории и культуры российских немцев - МАИИКРН). Dabei war er als Mitglied des Redaktionsteams an der Erstellung der Enzyklopädie «Немцы России» (Nemzy Rossii, dt. Die Russlanddeutschen) beteiligt. Ebenso wirkte er als Mitglied der Akademie der Wissenschaft der Russlanddeutschen (russ. Общественная академия наук российских немцев) mit.
Igor Rudolfowitsch Plewe hat maßgeblich zur Erforschung der Bevölkerung Russlands beigetragen. Seine Veröffentlichungen werden nicht nur in seiner Heimat, sondern auch in Deutschland, in den USA und in Lateinamerika publiziert.

## Publikationen in Deutsch (Auswahl)
- Einwanderung in das Wolgagebiet 1764-1767 Band 1-4, Inst. f. Kultur u. Geschichte d. Deutschen in Nordosteuropa, mit Alfred Eisfeld

| Personendaten    | Personendaten                                    |
| ---------------- | ------------------------------------------------ |
| NAME             | Plewe, Igor Rudolfowitsch                        |
| ALTERNATIVNAMEN  | Pleve, Igor; Плеве, Игорь Рудольфович (russisch) |
| KURZBESCHREIBUNG | sowjetischer bzw. russischer Historiker          |
| GEBURTSDATUM     | 14. Juni 1958                                    |
| GEBURTSORT       | Prokopjewsk, UdSSR                               |